# Alsógezés
Alsógezés, román nyelven Ghijasa de Jos, település Romániában, Erdélyben, Szeben megyében. Közigazgatásilag Újegyház községhez tartozik.

## Fekvése
Nagyszebentől északkeletre, Újegyháztól északnyugatra, a Hortobágy egyik mellékpataka mentén fekvő település.

## Története

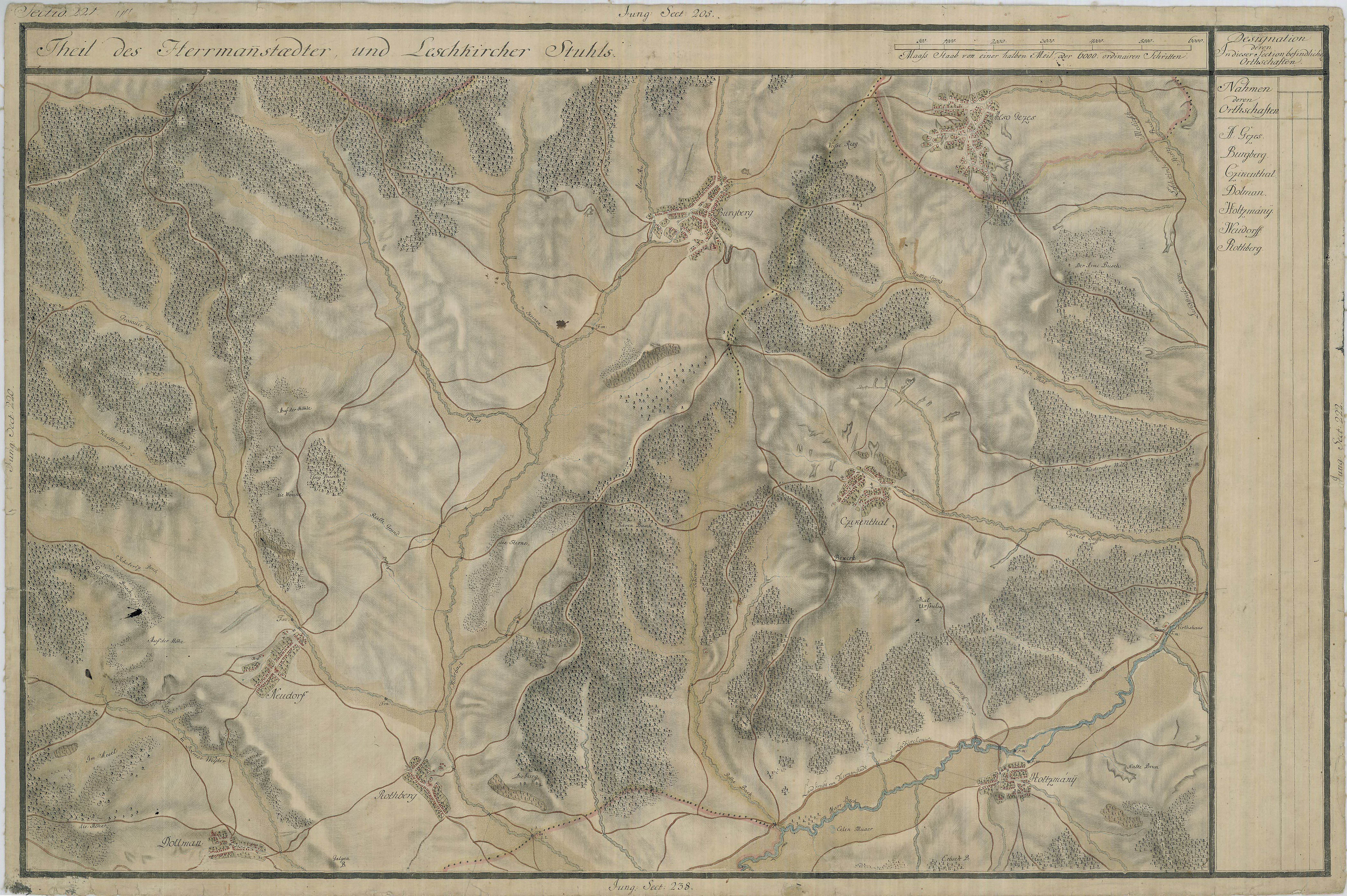
Alsógezés egy régi térképen

Nevét 1319-ben p. Zeech néven említette először oklevél.
Későbbi névváltozatai: 1335-ben p/v. Gesez (Tr),  1364-ben Seez (Ub  II. 208), 1491-ben Gezech, 1534-ben Ghezecz, 1733-ban
Also  Kisása,  1750-ben Alsó Gezses, 1805-ben Also Gezés, 1808-ban Gezés (Alsó-), Unter-Gesäss, Gyisa de dzsosz ~ Visa  de  dzsosz, 1861-ben Alsó-Gezés, 1888-ban Alsó-Gezés (Unter-Gesäss, Ghisata  de  jos), 1913-ban Alsógezés.
Alsógezés egykor az Apafiak birtoka volt.
A trianoni békeszerződés előtt Nagy-Küküllő vármegye Szentágotai járásához tartozott.
1910-ben 719 lakosából 713 román volt. Ebből 708 volt görögkeleti ortodox.